# میشائل زایدنبشر
میشائل زایدنبشر (انگلیسی: Michael Seidenbecher؛ زادهٔ ۶ نوامبر ۱۹۸۴) دوچرخه‌سوار اهل آلمان است.